# Horša
Horša (ungarisch Horhy) ist einer von vier Stadtteilen von Levice im gleichnamigen Bezirk und liegt in der westlichen Slowakei. Im Jahr 1986 wurde Horša in die Stadt Levice als Katastergemeinde eingemeindet.
Diese Siedlung wurde erstmals 1295 urkundlich erwähnt. Ihr Name leitet sich von dem Adelsgeschlecht Horhy ab, in dessen Besitz sich die Siedlung bis 1552 befand. Ab 1629 gehörte sie dem Adelsgeschlecht Pomothy, das Modernisierungsmaßnahmen vornahm.
Im 18. Jahrhundert waren auch die Adelsfamilien Udvardy und Belhazy Mitbesitzer der Siedlung. Die Siedlung wurde im 19. Jahrhundert finanziell vom Grafen Majlath unterstützt, wodurch eine Schule gebaut werden konnte.